# Krestzy (Nowgorod)
Krestzy (russisch Кре́стцы) ist eine Siedlung städtischen Typs und ehemalige Stadt in der Oblast Nowgorod in Russland mit 8717 Einwohnern (Stand 14. Oktober 2010).

## Geographie
Der Ort liegt etwa 80 km Luftlinie südöstlich des Oblastverwaltungszentrums Weliki Nowgorod. Er befindet sich am linken Msta-Nebenfluss Cholowa.
Krestzy ist Verwaltungszentrum des Rajons Krestezki sowie Sitz der Stadtgemeinde Krestezkoje gorodskoje posselenije, zu der außerdem die im Umkreis von bis zu 10 km gelegenen Dörfer Berjoska, Chartschewnja, Dolgi Bor, Dolgi Most, Jamskaja Sloboda (unmittelbar nordöstlich anschließend), Mokry Ostrow, Pristan, Staraja Bolotniza und Stukowja gehören.

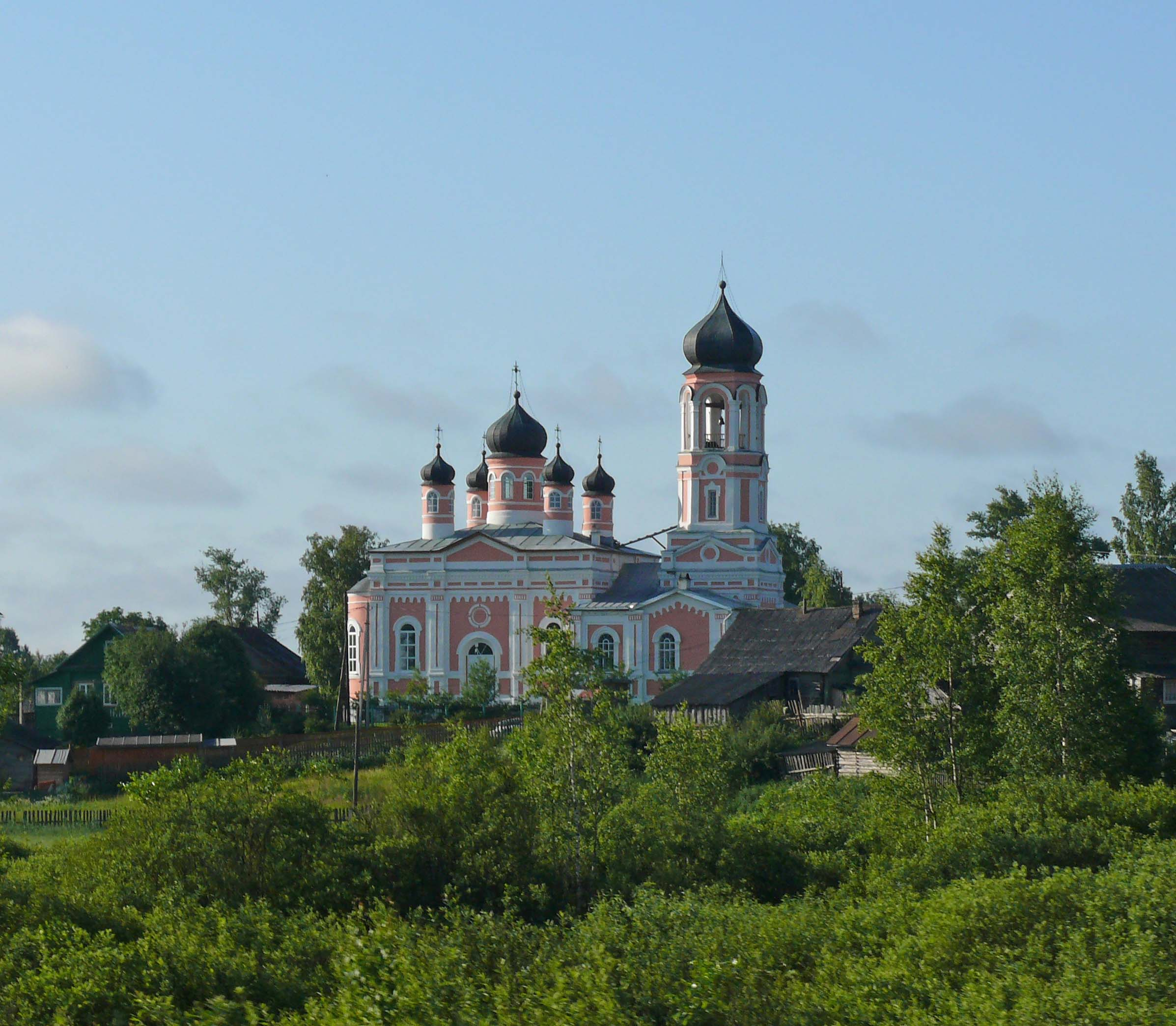
Dreifaltigkeitskirche im Gemeindeteil Jamskaja Sloboda
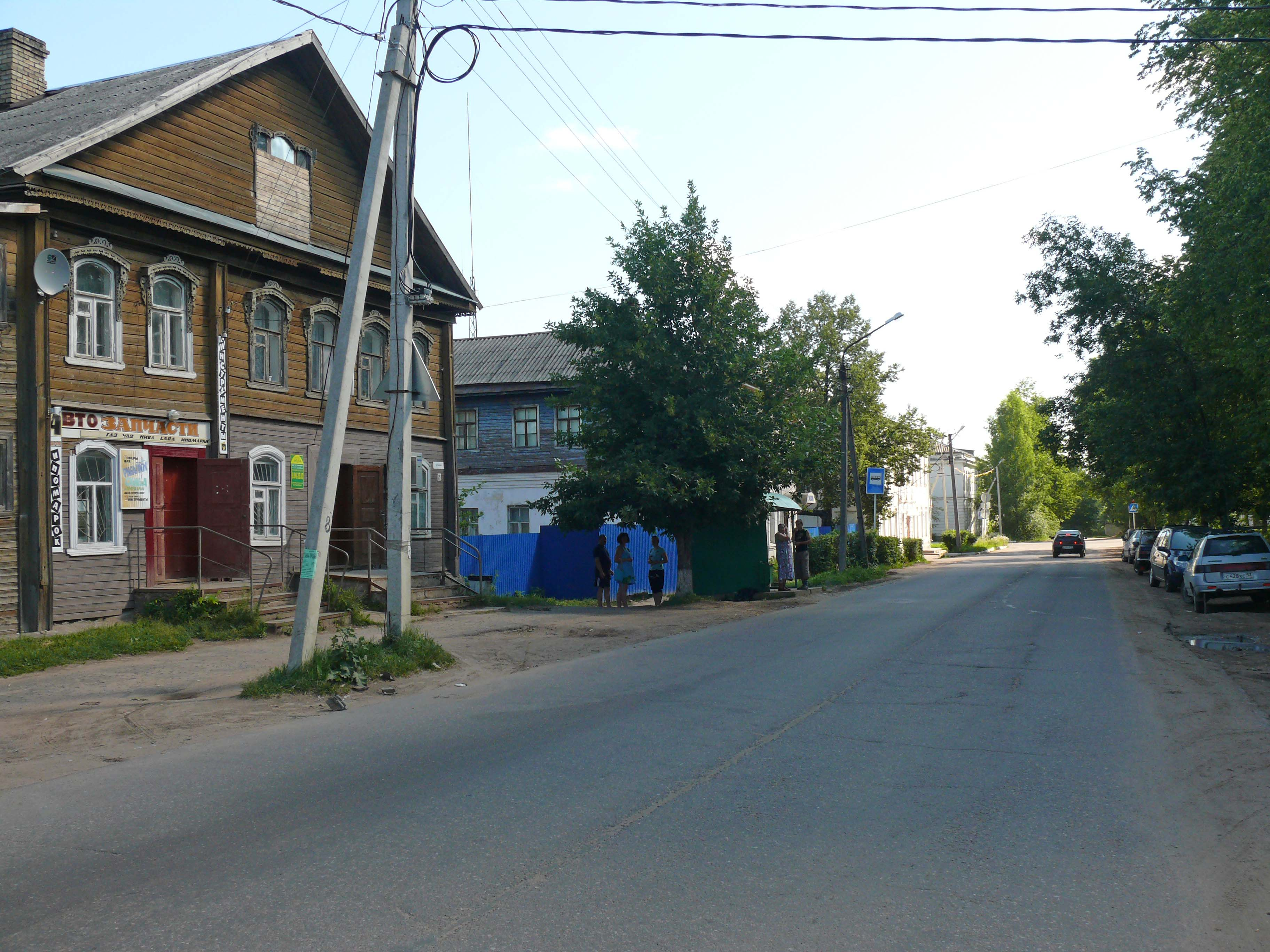
Straße in der Ortsmitte
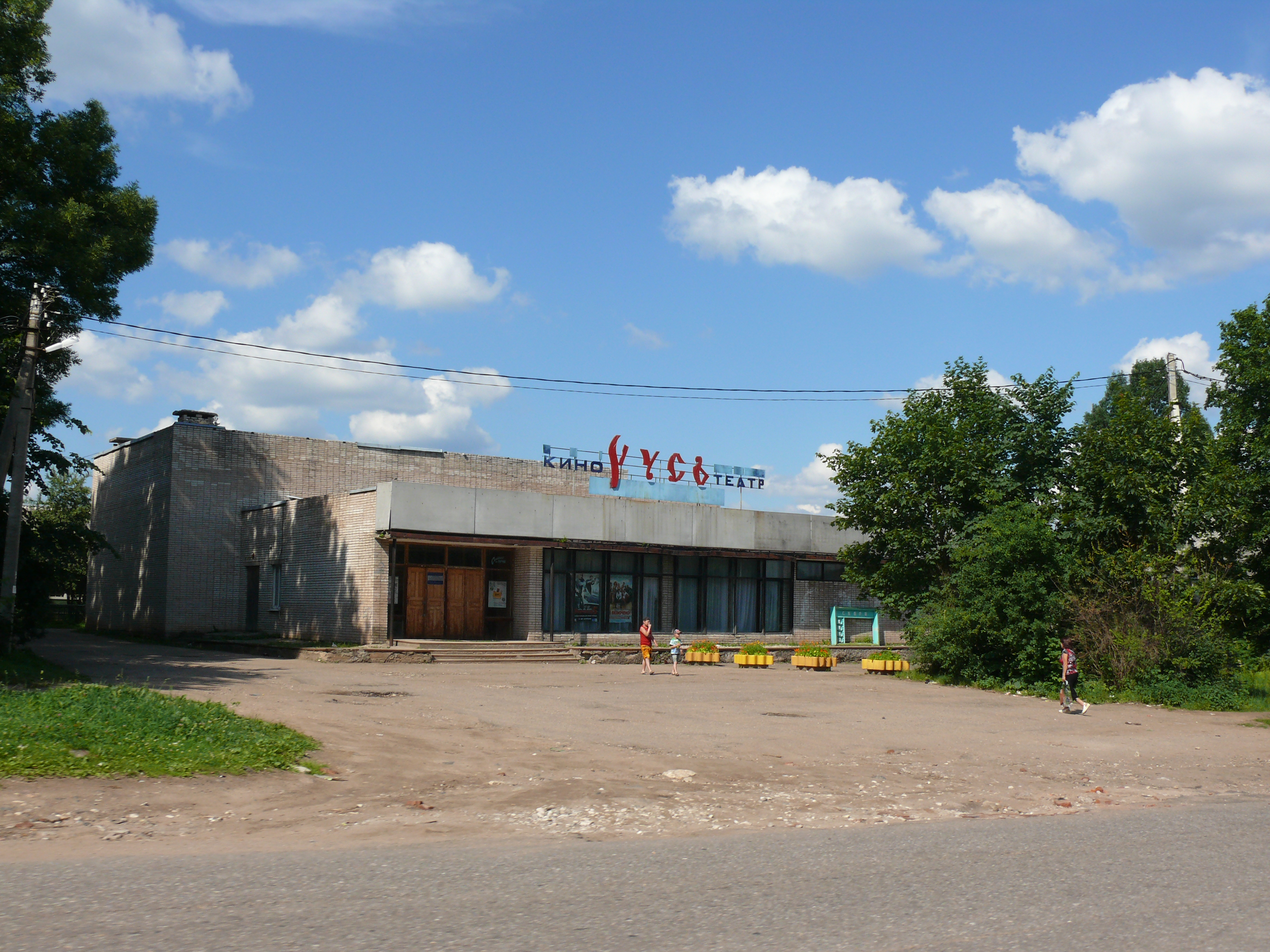
Kino
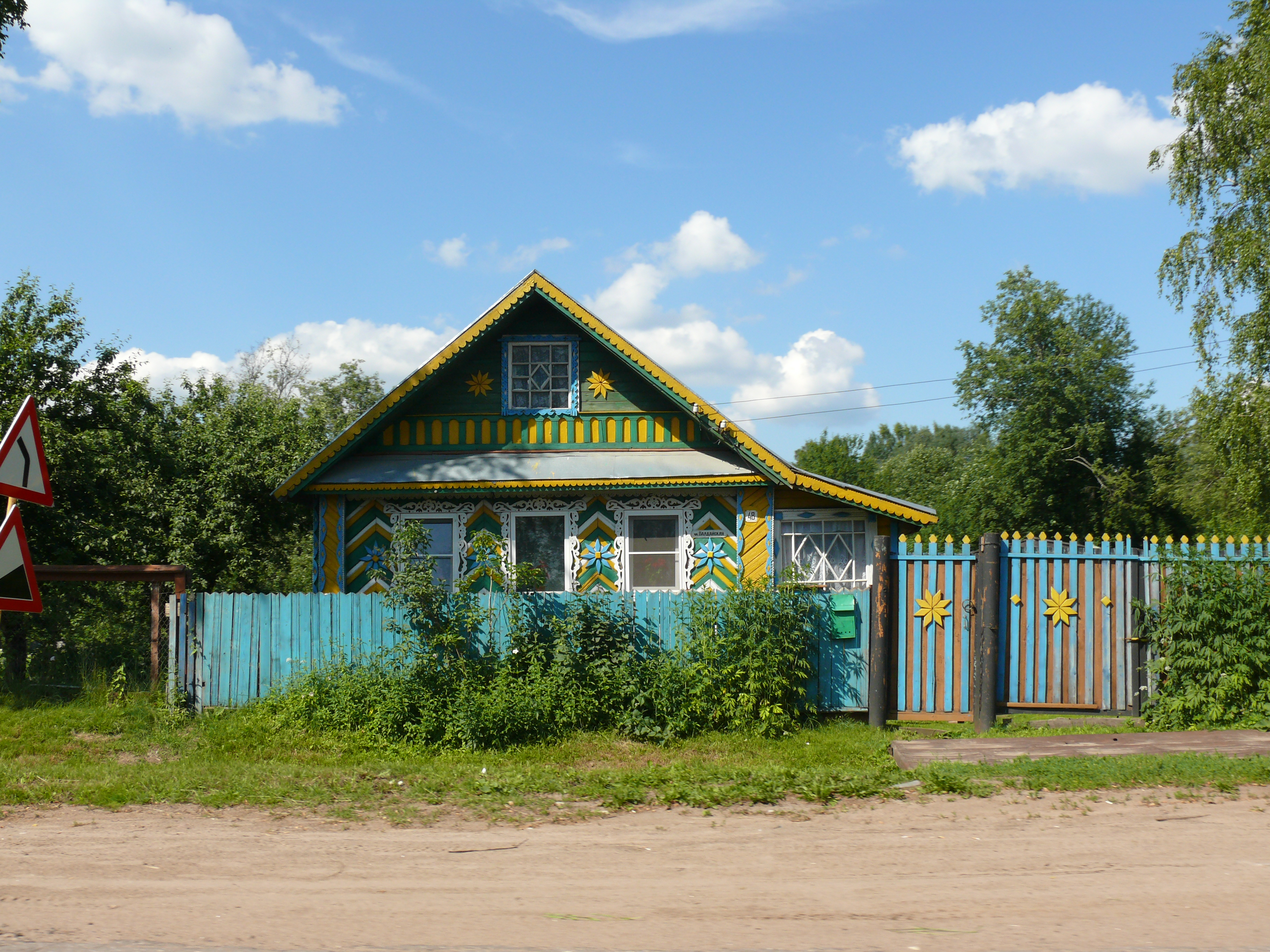
Wohnhaus
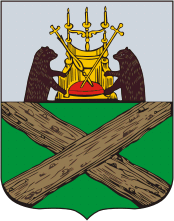
Stadtwappen von 1781

## Geschichte
Der Ort wurde 1393 erstmals in einer Nowgoroder Chronik erwähnt. Am 24. Augustjul. / 4. September 1776greg. wurde er als Verwaltungssitz eines Ujesds der Statthalterschaft, später des Gouvernements Nowgorod zur Stadt erhoben. Von 12. Dezemberjul. / 23. Dezember 1796greg. bis 24. Apriljul. / 6. Mai 1802greg. war der Ujesd vorübergehend aufgelöst.
Im 19. Jahrhundert entwickelte sich die Stadt nur relativ langsam, und am 2. Mai 1922 wurde der Ujesd wieder aufgelöst und sein Gebiet dem Ujesd Waldai angegliedert. 1926 verlor Krestzy die Stadtrechte und galt als Dorf (selo), bis es am 9. November 1938 den Status einer Siedlung städtischen Typs erhielt. Schon ab 1927 war der Ort aber wieder Verwaltungssitz eines neu geschaffenen, nach ihm benannten Rajons.

### Bevölkerungsentwicklung
| Jahr | Einwohner |
| ---- | --------- |
| 1897 | 2.596     |
| 1939 | 5.246     |
| 1959 | 8.502     |
| 1970 | 9.749     |
| 1979 | 10.190    |
| 1989 | 10.464    |
| 2002 | 9.963     |
| 2010 | 8.717     |

Anmerkung: Volkszählungsdaten

## Verkehr
Östlich wird Krestzy von der föderalen Fernstraße M10 Rossija Moskau – Sankt Petersburg umgangen. In zunächst nordöstlicher Richtung zweigt dort die Regionalstraße 49K-06 über Okulowka nach Borowitschi ab.
In der Siedlung befand sich der Endbahnhof einer 57 km langen Nebenstrecke von Waldai an der Verbindung Bologoje – Pskow. Sie wurde zwischen 1917 und 1926 als Zweigstrecke der im Ersten Weltkrieg projektierten, aber nie durchgängig gebauten Bahnstrecke Sankt Petersburg – Nowgorod – Smolensk – Orjol in Betrieb genommen und 2011 stillgelegt, nachdem sie zuvor schon längere Zeit nur noch für sporadischen Güterverkehr genutzt worden war.